# Peter Christian Alnor

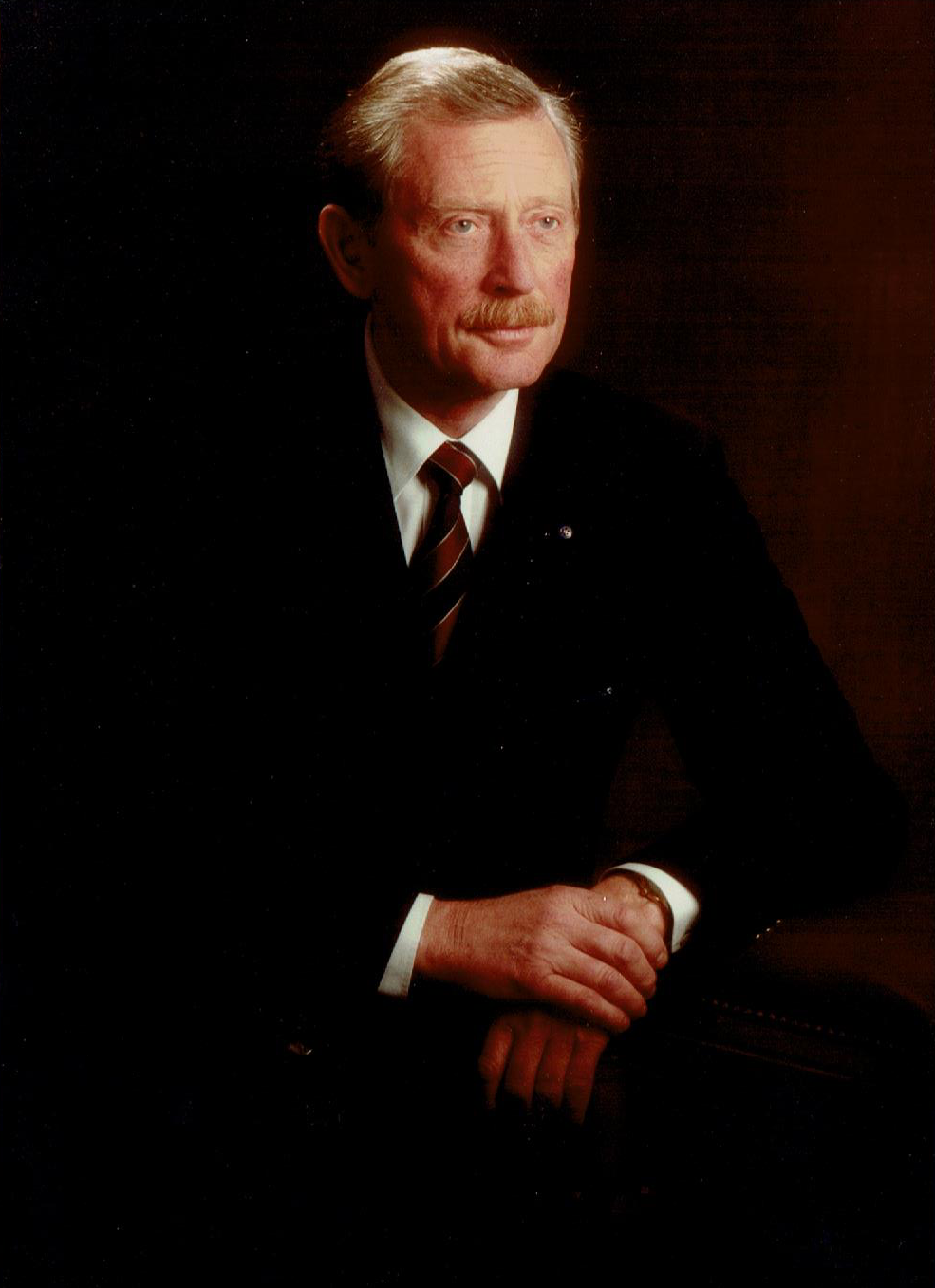
Peter Christian Alnor

Peter Christian Alnor  (* 20. September 1920 in Tingleff, Kreis Tondern; † 18. August 2007 auf Rømø) war ein deutscher Chirurg.

## Leben
Alnors Vater Hugo Peter Alnor war niedergelassener Arzt in Tingleff. Nach dem Abitur am Gymnasium Tondern studierte Peter Christian Alnor ab 1939 an der Universität Aarhus Vorklinik. Als Volksdeutscher diente er von 1940 bis 1942 bei der Waffen-SS. Das Physikum und den klinischen Teil des Studiums absolvierte er an der Friedrich-Wilhelms-Universität zu Berlin. 1944/45 war er bei Robert Rössle in der Pathologie der Charité. Zwei Jahre half er seinem Vater in der Arztpraxis. 1947 ging er zu Robert Wanke in der Kieler Chirurgie. Im April 1949 promoviert, wurde er Facharzt für Chirurgie und Urologie.  Studienaufenthalte führten ihn nach Schweden und Frankreich. Seit 1959 habilitiert, wurde er 1961 von der Christian-Albrechts-Universität zu Kiel zum apl. Professor ernannt.  Ab 1962 war er Chefarzt der Chirurgischen Klinik im Städtischen Krankenhaus Braunschweig. 1968 wurde er zum Ärztlichen Direktor des Hauses gewählt. 1969 und 1985 bei der Pensionierung leitete er die 103. und 135. Tagung
der Vereinigung Nordwestdeutscher Chirurgen. Er engagierte sich in der Heimatkundlichen Arbeitsgemeinschaft für Nordschleswig. Mit 80 Jahren schrieb er die Geschichte seiner Familie. Indem sie die deutsch-dänischen Auseinandersetzungen um die Herzogtümer Schleswig und Holstein schildert, ist sie auch ein bedeutsamer Beitrag zur Schleswig-Holstein-Frage. Alnor starb mit 87 Jahren in seinem Ferienhaus auf Rømø.

## Werke
- mit Eberhard Wolfgang Kricke und Hans Joachim Werner: Der Magenschleimhautprolaps : Ein Beitrag zur Physiopathologie des Magenausganges. Mit einem Vorwort von Robert Wanke. Urban & Schwarzenberg, München Berlin 1962.
- mit Robert Herget und Johannes Seusing: Drucklufterkrankungen. Johann Ambrosius Barth Verlag 1964.
- In Schleswig zu Hause : der rote Mantel von Bülderup. Wachholtz, Neumünster 2003.